# Tauschkreis
In einem Tauschkreis oder Tauschring (auch Tauschzirkel, Zeittauschbörse, Nachbarschaftshilfeverein, Local exchange trading system – LETS, Talentemarkt, Tauschnetz) werden vorrangig Dienstleistungen, gelegentlich auch Waren, ohne Einsatz gesetzlicher Zahlungsmittel zwischen den Teilnehmern getauscht.

## Entwicklung

### Erste Tauschmittel in der Moderne
Neben einigen Versuchen, die bis ins 19., teilweise bis ins 17. Jahrhundert zurückreichen, ist wohl Silvio Gesells „Die natürliche Wirtschaftsordnung“ (1911) zu nennen, mit seiner Freigeld-Theorie.
Auf diese Freigeldtheorie bezogen sich dann einige Experimente im Zuge von Weltwirtschaftskrise und Inflation.
Hans Timm und Helmut Rödinger gründeten Ende der 1920er Jahre in Erfurt die Wära. Es folgten weitere Wära-Experimente in Schwanenkirchen, die Gemeinde Wörgl, Tirol beschloss 1931 ein sog. Notgeld einzuführen (Wörgler Schwundgeld).
Nachdem die Gemeinden, in denen mit Freigeld oder Notgeld gehandelt wurde, wirtschaftlich innerhalb kürzester Zeit aufblühten, kam sehr schnell das endgültige Aus: 1931 in Deutschland durch die brüningschen Notgeldverordnungen und 1933 durch die österreichische Notenbank, die einen Gerichtsbeschluss erwirkte, der das Notgeld verbot.
1931 versuchte man durch Gründung von sog. Ausgleichskassen der Situation zu begegnen, im Gegensatz zu Wära und Notgeld wurde hier bargeldlos verrechnet. Aber am Ende wurden auch sie verboten.

### LETS: Local Exchange Trading System
Vancouver Island, Kanada, 1983: Als nach Abwanderung von Luftwaffe und Industrie die Arbeitslosigkeit stark anstieg, florierte der Tauschhandel. Für die Erfindung des „Green Dollars“ und die Einführung einer Tauschzentrale, die die Konten der Mitglieder verwaltete sowie die Angebote und Nachfragen sammelte und veröffentlichte, kann Michael Linton als Gründer der modernen Tauschsysteme gesehen werden.
Michael Linton zufolge müssen die folgenden 7 Kriterien erfüllt sein, damit man ein Netzwerk als LETS bezeichnen kann:
- Es ist ein Non-Profit-System.
- Bargeld wird weder ein- noch ausgezahlt.
- Jeder beginnt sein Konto mit einem Null-Saldo.
- Es gibt keine Kosten oder Einnahmen aus Zinsen.
- Es besteht kein Zwang etwas zu kaufen oder zu verkaufen.
- Die lokale Verrechnungseinheit ist wertmäßig an die Landeswährung gekoppelt (nicht zwingend).
- Innerhalb aller Teilnehmer werden die Kontostände und Umsatzvolumen offengelegt.

Nicht alle sieben Punkte werden heute von allen LETS-Netzwerken gleich gesehen. Manche geben als Anreiz anfänglich ein Guthaben – bei Austritt muss das Konto wieder dieses Guthaben aufweisen. Und gerade die wertmäßige Koppelung an die Landeswährung wird häufig abgelehnt.

### Bewertung der Arbeit
- Zeitbörse: Jede Tätigkeit wird als gleichwertig angesehen und demzufolge stellt die Verrechnungseinheit eine Referenz zur Zeit statt zur Landeswährung dar. Eine Stunde Baby-Sitting wird also genauso bewertet wie eine Stunde Programmierung. „Eine Stunde ist eine Stunde, ist eine Stunde, ist eine Stunde…“
- Leistungsbörse: Für „höher“ qualifizierte Tätigkeiten wird mehr angerechnet als für „einfache“. Allerdings ist die Spanne nicht so groß wie sonst üblich. Es kann sein, dass eine Maximalspanne von z. B. 2:1 festgelegt wird.
- Freies Aushandeln: Die Tauschpartner handeln den Wert der zu tauschenden Sache oder Tätigkeit frei aus, ohne Vorgaben vom Tauschring.

Am weitesten verbreitet ist eine Praxis, die im Wesentlichen der Zeitbörse entspricht. Allerdings ist es auch üblich, darüber hinaus relativ frei zu verhandeln, insbesondere um einzelnen Tauschpartnern, die eher Vertreter des Leistungsprinzips sind, etwas entgegenzukommen. Sehr strenge Vorgaben im Sinne einer Überreglementierung sind allgemein äußerst unbeliebt. Leistungsbörsen haben bisher größere Chancen, mehr gewerbliche Teilnehmer zu gewinnen.

## Tauschringe und alternative Ökonomie
Nach Auffassung der Tauschringbefürworter kann die selbstorganisierte Form des Wirtschaftens in Tauschringen die Bedürfnisse der Teilnehmer oft besser erfüllen als das gewöhnliche geldförmige Wirtschaftssystem. Sowohl Befürworter als auch Kritiker von Tauschringen weisen darauf hin, dass wichtige Lebensbereiche wie Wohnen und Erwerbsarbeit von Tauschringen praktisch nicht erfasst werden und die Ziele alternativen Wirtschaftens nur innerhalb eines ökonomischen und gesellschaftlichen Gesamtkonzeptes zu verwirklichen seien. Ein Diskussionsthema ist in diesem Zusammenhang, inwieweit Tauschwährungen etwa durch Zinsfreiheit und lokale Gebundenheit Vorteile gegenüber gewöhnlichem Geld haben.
Grundlegend für die Verrechnung in Tauschringen mit Zeitwährung ist allein die aufgewendete Zeit der Teilnehmer. Tauschringbefürworter sehen in der Gleichbewertung aller Tätigkeiten einen Vorteil gegenüber dem üblichen geldförmigen Wirtschaften. Kritiker behaupten, dass in Zeittauschkreisen die Eigenschaften einer Marktstruktur von Angebot und Nachfrage weitgehend reproduziert werde, es somit nicht zwangsläufig eine Gleichstellung der Teilnehmer gebe. Kritisiert wird auch, dass die meisten Tauschringe einen Äquivalenztausch organisieren würden, der zum Beispiel vermehrt Hilfsbedürftigen nicht gerecht werde und keine grundlegende Alternative zum kapitalistischen Wirtschaftssystem darstelle (siehe auch Kapitalismuskritik).

## Deutschland

### In Deutschland übliche Verfahren
Üblicherweise erstellen Tauschkreise ein nach Rubriken geordnetes Verzeichnis mit allen Angeboten und Gesuchen der Mitglieder, das regelmäßig aktualisiert wird. Wann, wo und auf welche Weise eine angebotene Tätigkeit ausgeführt wird, vereinbaren die jeweils Beteiligten. In der Organisationsform, die am verbreitetsten ist, werden Leistungen und Gegenleistungen in eigenen Währungen verrechnet. Für jedes Mitglied wird ein fiktives Konto geführt. Nimmt das Mitglied eine Leistung in Anspruch, so verringert sich der Kontostand, wird eine Leistung erbracht, erhöht er sich. Negative Kontostände sind in der Regel zulässig. Die Zentrale der Tauschbank bildet hierbei die zentrale Verrechnungsstelle aller Soll und Haben. Dies wird häufig durch eine eigenverantwortliche Führung von sog. Tauschheften ersetzt, in denen die Aktivitäten festgehalten werden. Die komplementäre Währung arbeitet gänzlich zinsfrei und ist nicht mit der Arbeit einer Zentralbank zu verwechseln. Die Währungen der Tauschkreise sind kein einfaches Abbild offizieller Landeswährungen, indem Eigenschaften wie Inflation, Verschuldung und Deflation allein durch administrative Beschlüsse reguliert werden. In einer Minderheit dieser Tauschkreise wird durch einen negativen Zins oder eine Gebühr auf Guthaben eine Anregung des Tauschens angestrebt (siehe Umlaufsicherung).
Viele Tauschkreise verwenden Währungen, in denen geleistete Dienste analog zur aufgebrachten Zeit in Einheiten verbucht werden. Dies dient in erster Linie dazu, Missbrauch zu verhindern und weniger einer Buchhaltung. Einige Tauschringe stellen es den jeweils an einem Tausch Beteiligten frei, ob und nach welchem Maßstab eine Verrechnung in der Tauschwährung geschieht; jedoch wird Verkaufstätigkeit bzw. ein Anbieten von Leistungen gegen Geldzahlung abgelehnt. In Zusammenhang mit der Diskussion über eine Umsonstökonomie werden seit einiger Zeit Nutzergemeinschaften propagiert. In einigen Praxismodellen sind diese ähnlich zu den schon länger bekannten Freiwilligenagenturen organisiert. Sie bilden zusammen mit Formen organisierter Nachbarschaftshilfe eine Gruppe von Tauschkreisen, in denen keine Verrechnung und kein Verbuchen von Leistungen und Gegenleistungen in einer Tauschwährung stattfindet.
Die meisten Tauschkreise sind lokal gebunden. Neben Dienstleistungen wie „Nachhilfe geben“ oder „Babysitten“ werden gelegentlich auch Waren (etwa gebrauchte Kinderkleidung) gegen die Umrechnungseinheit getauscht. In ländlichen Tauschringen kann der Warentausch eine größere Bedeutung bekommen. Nur wenige Tauschkreise beschränken den Tausch ausschließlich auf Dienstleistungen.

### Rechtsform
- Interessengemeinschaft: Eine IG besteht oft vor der offiziellen Gründung eines Tauschrings, sie wird gerne bei kleineren Tauschkreisen oder bei Tauschringen, die bewusst auf eine offizielle Verrechnung verzichten, fortgeführt.
- Verein
  - nicht eingetragener Verein: Diese Form des Vereins kann den nötigen Zweck bei minimalem Aufwand erfüllen, da er lediglich zwei Gründungsmitglieder benötigt aber keine schriftlich abgefasste Satzung. (Er stellt die Urform eines Vereins dar.) Der nicht eingetragene Verein wird auch „nicht rechtsfähiger Verein“ genannt, ist aber laut aktueller Rechtsprechung zumindest (teil-)rechtsfähig.[2]
  - eingetragener Verein: Tauschringe, die auf der Grundlage einer Satzung (die Mindestzahl von 7 Mitgliedern zur Vereinsgründung wird im Falle von Tauschringen immer erfüllt sein) und der üblichen Organe wie der eines Vorstands Wert darauf legen, auch als juristische Person nach außen handeln zu können, lassen sich ins Vereinsregister eintragen. Man nennt ihn auch „rechtsfähigen Verein“.

### Steuerliche und vereinsrechtliche Aspekte

#### Tauschring als steuerbegünstigte Körperschaft
Tauschringe in der Form von Vereinen können grundsätzlich nicht als steuerbegünstigte Körperschaft i. S. d. § 51 ff. Abgabenordnung anerkannt werden, weil regelmäßig durch die gegenseitige Unterstützung – unabhängig von Alter oder Krankheit – in erster Linie eigenwirtschaftliche Interessen der Mitglieder gefördert werden und damit gegen den Grundsatz der Selbstlosigkeit (§ 55 Abs. 1 AO) verstoßen wird.
Sofern der Verein lediglich Zeitkonten seiner Mitglieder verwaltet und Dienstleistungen vermittelt, erfüllt er zudem nicht die Voraussetzung der Unmittelbarkeit (§ 57 Abs. 1 Satz 1 AO).
Beschränkt sich dagegen der Zweck des Vereins nach Satzung und tatsächlicher Geschäftsführung auf die Förderung der Jugend- und Altenhilfe sowie die Förderung mildtätiger Zwecke, kann er als steuerbegünstigte Körperschaft anerkannt werden. In diesen Fällen kann die Selbstlosigkeit i. S. d. § 55 Abs. 1 Satz 1 AO unbeschadet des Entgelts für die aktiven Mitglieder erhalten bleiben, da diese Vorschrift nicht voraussetzt, dass der Verein und seine Mitglieder für erbrachte Dienstleistungen im Rahmen der satzungsmäßigen Zwecke auf angemessene materielle Vorteile verzichten. Es reicht aus, wenn die eigene Opferwilligkeit nicht zugunsten eigennütziger Interessen in den Hintergrund gedrängt wird. Um die Voraussetzungen der Unmittelbarkeit (§ 57 Abs. 1 AO) zu erfüllen, müssen die aktiven Mitglieder ihre Dienstleistungen als Hilfspersonen des Vereins i. S. d. § 57 Abs. 1 Satz 2 AO ausüben.

#### Haftung – Versicherungspflicht
Rechtliche Aspekte der Tauschring-Mitglieder, wie Produkthaftung, Versicherungspflicht und Steuerpflicht, ergeben sich auf Basis der Freundschafts- und Nachbarschaftshilfe oder aus der rechtlichen Situation eines Tauschhandels.

#### Umsatzsteuerpflicht
Für Unternehmer stellt der Tausch ein umsatzsteuerrelevantes Rechtsgeschäft dar, das nach handels- und steuerrechtlichen Grundsätzen (Bruttoprinzip, Einzelbewertung, Vollständigkeit) zu erfassen ist.

### Überregionales Tauschen
Tauschringe können mittels Verrechnungsstellen auch überregional tauschen. In Deutschland existieren zwei bekannte Verrechnungsstellen. Der Ressourcentauschring (RTR) (Die Verwaltung des RTR lief von 2014 bis 2018 über die Online-Verwaltungsplattform „Tauschen ohne Geld“) und die Verrechnungsstelle für Tauschringe (VeSTa). (Website beendet Ende 2012)
In solchen Verrechnungsstellen sind Tauschringe als Mitglieder angemeldet und ermöglichen so ihren Mitgliedern Tauschaktivitäten, die im eigenen Tauschring nicht zu finden sind oder nicht angeboten werden, in Anspruch zu nehmen.
Zudem gibt es seit 2008 das 3Länder Clearing von zart. Damit können angeschlossene Tauschkreise aus Deutschland, Österreich und der Schweiz untereinander tauschen. Als Basis dazu dient die Software Cyclos.
Lokales und überregionales Tauschen ermöglicht auch das Community Exchange System seit 2003 (seit 2010 auch in Deutsch).
Zudem steht seit 2010 die Online-Plattform AcrossLETS zur Verfügung. Diese dient wie RTR oder VeSTa der Verrechnung von Tauschleistungen, nutzt dazu aber eine eigene Verrechnungseinheit, welche es ermöglicht auch einzelne Mitglieder von Tauschringen oder auch Personen, die gar keinem lokalen Tauschring angeschlossen sind, in überregionales Tauschen einzubeziehen.
Die überregionalen Tauschaktivitäten bieten sich für Tätigkeiten (wie z. B. Korrekturlesen, Übersetzungen u. Ä.) an, die keinen räumlichen Bezug benötigen. Für Übernachtungen oder Umzüge von Tauschringmitgliedern können sie ebenfalls genutzt werden.

### Verwaltungs- und Verrechnungsprogramme
Obwohl für die Verwaltung von Mitgliederstammdaten und -anzeigen sowie für die Verrechnung der jeweiligen Tauschwährung zwischen den Mitgliedern eines Tauschrings keine spezielle Software notwendig ist, erleichtert sie die Verwaltungsaufgaben eines Tauschrings jedoch und sorgt für eine bessere Übersicht.
Neben Standard-Buchhaltungsprogrammen gibt es extra für Tauschringe entwickelte oder angepasste Programme. In Deutschland werden vor allem die folgenden genutzt:

#### Offline
- Tauschrausch[4] – 1997 entwickeltes Programm

#### Online
- Cyclos[5] – Eine für Tauschringe anpassbare Open-Source-Bankensoftware (überregionaler Einsatz über das 3Länder Clearing von zart)
- Ebisu[6] – Eine Online-Verwaltungssoftware für Tauschringe, welche dezentral (d. h. auf einem durch den jeweiligen Tauschring verwalteten Server) gehostet wird.
- LETS-Software[7] – Ein englischsprachiges Content-Management-System, welches einem Tauschkreis Tools für Transaktionen und Kommunikation zur Verfügung stellt, wie z. B. das Erstellen von Artikeln, das Organisieren von Events, das Teilen von Kommentaren und die Durchführung von Auktionen.
- Obelio eLETS Service[8] – Überregionaler Einsatz über das dort integrierte AcrossLETS[9]
- Tauschnetz Elbtal[10] – Bisher regional eingesetztes System
- Tauschen ohne Geld[11] – eh. Tauschring-übergreifende Online-Plattform für Tauschanzeigen, diente ebenfalls zur Mitgliederverwaltung, Buchhaltung sowie als Webpräsenz mit internem Bereich und Forum (Website wurde Ende April 2018 eingestellt)
- Tauschring Online – Eine Web-basierte Mitglieder-Verwaltungs- und Buchführungssoftware mit Anzeigenmarktplatz; ursprünglich proprietär, inzwischen existiert mindestens eine weiterentwickelte freie Version, die bei der Kölner TalentSkulptur zum Einsatz kommt.